# Ярно Трули
Ярно Трули (на италиански: Jarno Trulli) е бивш италиански пилот от Формула 1. Роден е на 13 юли 1974 г. в Пескара, Италия в семейство на запалени фенове на моторните спортове. Висок е 173 см и тежи 60 кг. Семеен, съпругата му се казва Барбара, има двама сина – Енцо (р. 2005) и Марко (р. 2006).
Ярно носи необичайното за Италия име Ярно, защото е кръстен на името на финландския мотоциклетен състезател Ярно Сааринен, трагично загинал на пистата Монца през 1973 година.
Започва да се запалва по картинг спорта, когато е съвсем малък. Става шампион на Италия и на Европа в картинг шампионата. През 1996 печели Германския шампионат във Формула 3.

## Формула 1

### Минарди

#### 1997
През 1997 година е вече в тима на Минарди. Кара за Минарди в 7 състезания.

### Прост Гран При

#### 1997
По средата на сезона е привлечен да кара за тима на Прост, на мястото на получилия контузия след катастрофа Оливие Панис. Веднага впечатлява силно спортната общественост, класирайки се четвърти в Голямата награда на Германия 1997 и водейки в Голямата награда на Австрия 1997, където пропуска да се класира втори след като двигателят му се поврежда няколко обиколки преди края на състезанието.

#### 1999
В резултат на доброто си представяне, остава в Прост още два сезона, печелейки своя първи подиум в Голямата награда на Европа 1999 година.

### Джордан Гран При

#### 2000
През 2000 година подписва договор с Джордан и остава там две години.

### Рено Ф1

#### 2003
През 2003 година вече е пилот в новосъздадения тим на Рено, където е съотборник с бъдещия световен шампион Фернандо Алонсо.

#### 2004
Печели първата си победа в брилянтно състезание на Монако през 2004 година.

### Тойота Ф1

#### 2004
Същата година напуска Рено след скандал с Флавио Бриаторе и е заменен в последните състезания от световния шампион за 1997 година Жак Вилньов.

#### 2005
Подписва договор за пилот на Тойота от 2005 година, но сяда в болида още през 2004, замествайки Рикардо Зонта и показвайки отлични резултати.
Ярно се представя отлично в Тойота през 2005 година, там е съотборник с преминалия от Уилямс, Ралф Шумахер.

#### 2006
Сезон 2006 г. не е много успешен за тима на Тойота и на Трули в частност.

#### 2009
През сезон 2009 италианецът записа само два подиума и много слаби резултати.

### Лотус

#### 2010
Притежава собствена и много реномирана школа за картинг пилоти. Произвежда професионални картове.